# Sierra d'Espadan
La sierra d'Espadan (en valencien Serra d'Espadà, en espagnol Sierra de Espadán) est un massif montagneux situé dans la province de Castellón et la région de la Communauté valencienne. Une partie de celui-ci est couverte par le parc naturel de la Sierra d'Espadan.

## Géographie

### Topographie
La sierra d'Espadan est un massif situé sur les contreforts du Système ibérique. Avec environ 60 km de long il couvre une superficie de 1 200 km2. Les plus hauts sommets dépassent à peine les 1 000 mètres d'altitude. Le Pico de la Rápita (1 106 mètres), l'Alto del Pinar (1 101 mètres) et le Pico Espadán (1 083 mètres) sont les sommets les plus hauts. Les reliefs aux formes douces y alternent avec des crêtes escarpées. En quelques kilomètres on passe du niveau de la mer à 1 106 mètres d'altitude au sommet de la Rápita. La montagne est située entre les régions d’Alto Palancia, d’Alto Mijares et de la Plana Baja.
La sierra d'Espadan présente la particularité d’être orientée vers l’est contrairement aux autres chaînes qui sont orientées perpendiculairement à la mer. Cette disposition a pour effet de concentrer l’humidité et de contrecarrer l’aridité naturelle de la région[réf. nécessaire].

### Hydrographie
Le seul cours d'eau remarquable est le Río Veo. De nombreux ruisseaux courant au fond de profonds ravins se jettent dans les fleuves Palencia et Mijares.

### Géologie
Le massif est constitué de roches datant du Trias inférieur et moyen. On trouve aussi des éléments datant du Jurassique ainsi que du Paléozoïque dans les nombreux plis et failles.

### Climat
Le massif est sous l'influence du climat méditerranéen adouci par la proximité de la mer. L'été est marqué par une forte période de sécheresse. Le maximum pluviométrique est en automne. Les précipitations dans cette région sont sensiblement supérieures à celles des régions voisines.

### Faune et flore

#### Flore
Le parc se distingue par l’abondance de ses chênaies, les plus grandes de toute la communauté valencienne. Celles-ci existent grâce à l’importante pluviométrie combinée aux sols issus de la décomposition des grès. Ces derniers maintiennent un fort taux d’humidité toute l’année. Le Chêne-liège s’y développe bien ainsi que le Pin maritime. On trouve de façon plus isolée d’autres espèces telles que le chêne tauzin, l’if, le houx, le châtaignier, l’érable, le chêne faginé, le noisetier et l’arbousier.
D’autres écosystèmes sont présents tels que la garrigue méditerranéenne qui se compose de Bruyère vagabonde, de genévrier commun et de Daphné garou.
La région abrite des espèces typiques de la région valencienne : Centaurea antennata, Minuartia valentina, Biscutella calduchii, Cytisus villosus et une grande quantité de fougères.

#### Faune
La faune de la sierra est riche et variée. Les amphibiens les plus nombreux sont le crapaud commun et le gallipato. Les reptiles sont également bien représentés : on a répertorié la présence du lézard ocellé, du psammodromus algirus, de la couleuvre à échelons et de la couleuvre de Montpellier.
Les oiseaux les plus remarquables sont les rapaces comme l'aigle de Bonelli, le circaète Jean-le-Blanc, l'aigle botté, l'autour des palombes, la chouette hulotte, le hibou moyen-duc et le hibou grand-duc. On trouve aussi d’autres sortes d’oiseaux telles que le geai des chênes, la sittelle torchepot, le rouge-gorge, le torcol ou le pinson.
Les mammifères les plus communs sont le sanglier, le renard, la fouine, la genette, et le blaireau. On dénombre 16 espèces de chauves-souris dont certaines sont en voie d’extinction.

## Histoire
La sierra d'Espadan a été le théâtre de ce qui a été appelé par la suite la guerre d'Espadan, péripétie de la répression des Morisques, en 1526, sous le règne de Charles Quint. Des campagnes de conversion étaient entreprises contre les musulmans de la région. Plusieurs milliers de mudéjars du Nord du royaume, qui refusaient la conversion, s'étaient réfugiés dans ces montagnes. Plusieurs armées furent successivement réunies par le duc de Segorbe à partir de mars 1526. C'est en définitive un corps expéditionnaire complété de 3 000 lansquenets envoyés par l'empereur qui vint à bout de cette rébellion le 19 septembre. Ce fut l'un des événements qui marqua la fin de la résistance armée des morisques valenciens jusqu'à l'expulsion de 1609.

## Protection environnementale
Le parc naturel de la Sierra d'Espadan couvre un espace de 31,182 hectares. Il a été classé parc naturel par le gouvernement valencien le 8 octobre 1998. C’est le deuxième plus grand espace protégé de la Communauté valencienne.